# ティトゥス・クィンクティウス・フラミニヌス (紀元前150年の執政官)
ティトゥス・クィンクティウス・フラミニヌス（ラテン語: Titus Quinctius Flamininus、紀元前193年頃 - 没年不明）は紀元前2世紀中頃の共和政ローマの政務官。紀元前150年にコンスル（執政官）を務めた。但し、カピトリヌスのファスティに欠落部分があるため、プラエノーメン（第一名、個人名）は不明である。古代の多くの資料はティトゥスとしているが、大プリニウスはガイウスとしている。

## 出自
フラミニヌスはパトリキ（貴族）であるクィンクティウス氏族の出身。ノーメン（氏族名）のクィンクティウスは、プラエノーメン（第一名、個人名）のクィントゥス（数字の5）に由来する。何人かの古代の著述家は、クィンクティウス氏族の歴史は初代ローマ王ロームルスの時代に遡り、ルペルカーリア祭との関連を述べている。ティトゥス・リウィウスによれば、ローマ第三代王トゥッルス・ホスティリウスの時代にセルウィリウス氏族、ゲガニウス氏族、クリアティウス氏族、クロエリウス氏族、トゥッリウス氏族と共にアルバ・ロンガから移住したとする。カピトリヌスのファスティには、紀元前471年にティトゥス・クィンクティウス・カピトリヌス・バルバトゥスが氏族最初の執政官となって以来、継続的にクィンクティウス氏族出身の執政官が記録されている。フラミニヌスの祖父は神官（フラーメン）であり、このためその子孫がフラミニヌスのコグノーメン（第三名、家族名）を名乗ったとの仮説がある。
カピトリヌスのファスティの損傷のため、父および祖父の名前は不明であるが、紀元前198年の執政官ティトゥス・クィンクティウス・フラミニヌスが父であると思われる。しかし、その兄で紀元前198年の執政官ルキウス・クィンクティウス・フラミニヌスが父である可能性もある。

## 経歴
紀元前167年、フラミニヌスは元老院が派遣した3人の使節の一人に選ばれた。ローマが解放したオドリュサイ王国の人質をトラキアまで贈り届けるのが任務であり、コテュス4世の子ビュセスも含まれていた。同年、ガイウス・クラウディウス・プルケルの死去に伴って、フラミニヌスは終身職であるアウグル（鳥占官）に就任している。
紀元前150年、フラミニヌスは執政官に就任する。同僚のプレブス（平民）執政官はマニウス・アキリウス・バルブスであった。しかし、古代の資料が欠落しているため、詳しいことはほとんど分からない。また、クルスス・ホノルム（名誉のコース）をいつ頃歩み始めたのかも不明である。ドイツの歴史学者フリードリヒ・ミュンツァーは、フラミニヌスが執政官に就任したのは、ウィッリウス法が定める最低年齢（43歳）に達したときではないかと推定しており、逆算すると生誕年は紀元前193年となる。同様の理由で、プラエトル（法務官）に就任したのは紀元前153年となる。さらにミュンツァーは、フラミニヌスと執政官を三度務めたマルクス・クラウディウス・マルケッルス との間に政治的な密接な関係があると仮定しているが、これを示す資料はない。
フラミニヌスは第三次ポエニ戦争（紀元前149～146年）など、その後の資料にはもはや言及されていないため、執政官任期満了後すぐに死亡したと考えられている。

## 子孫
同名の息子ティトゥス・クィンクティウス・フラミニヌスは紀元前123年に執政官を務めている。

## 参考資料

### 古代の資料
- カピトリヌスのファスティ
- ガイウス・プリニウス・セクンドゥスは『博物誌』
- ティトゥス・リウィウス『ローマ建国史』

### 研究書
- Broughton, T. R. S.  (1951). The Magistrates of the Roman Republic Vol.1. American Philological Association
- Gundel H. Quinctius // Paulys Realencyclopädie der classischen Altertumswissenschaft . - 1963. - T. XXIV, 1 . - S. 987-997.
- Gundel H. Quinctius 42 // Paulys Realencyclopädie der classischen Altertumswissenschaft . - 1963. - T. XXIV, 1 . - S. 1039-1040.
- Gundel H. Quinctius 46 // Paulys Realencyclopädie der classischen Altertumswissenschaft . - 1963. - T. XXIV, 1 . - S. 1100.
- Münzer F. Römische Adelsparteien und Adelsfamilien. - Stuttgart, 1920 .-- P. 437. p. 120.
- Pfeilschifter R. Titus Quinctius Flamininus. Untersuchungen zur römischen Griechenlandpolitik. - Göttingen: Vandenhoeck & Ruprecht, 2005 .-- ISBN 3-525-25261-7.